# Klubowe Mistrzostwa Świata w piłce siatkowej mężczyzn 1992
Klubowe Mistrzostwa Świata w piłce siatkowej mężczyzn 1992 odbyły się w Treviso (Włochy) w dniach 28–29 listopada 1992.

## Uczestnicy
| Grupa A                                                       | Grupa B                                                   |
| ------------------------------------------------------------- | --------------------------------------------------------- |
| Corozal Il Messaggero Ravenna Mediolanum Milano Club africain | Sang Mu Banespa São Paulo Olympiakos Preus Sisley Treviso |

## Klasyfikacja końcowa
| Miejsce | Drużyna               |
| ------- | --------------------- |
| złoto   | Mediolanum Milano     |
| srebro  | Sisley Treviso        |
| brąz    | Olympiakos Pireus     |
| 4.      | Il Messaggero Ravenna |
| 5.      | Sang Mu               |
| 5.      | Banespa São Paulo     |
| 7.      | Corozal               |
| 7.      | Club Africane         |